# Open Quimper Bretagne Occidentale 2025
L'Open Quimper Bretagne Occidentale 2025 è stato un torneo maschile di tennis professionistico. È stata la 16ª edizione del torneo, facente parte della categoria Challenger 125 nell'ambito dell'ATP Challenger Tour 2025, con un montepremi di 181 000 €. Si è giocato dal 21 al 26 gennaio 2025 sui campi in cemento indoor del Parc des Expositions di Quimper, in Francia.

## Partecipanti

### Teste di serie
| Nazionalità | Giocatore            | Ranking* | Testa di serie |
| ----------- | -------------------- | -------- | -------------- |
| Francia     | Adrian Mannarino     | 75       | 1              |
| Brasile     | Thiago Seyboth Wild  | 79       | 2              |
| Croazia     | Borna Ćorić          | 87       | 3              |
| Finlandia   | Otto Virtanen        | 93       | 4              |
| Italia      | Mattia Bellucci      | 100      | 5              |
| Stati Uniti | Aleksandar Kovacevic | 109      | 6              |
| Kazakistan  | Michail Kukuškin     | 110      | 7              |
| Serbia      | Laslo Đere           | 114      | 8              |

* Ranking al 13 gennaio 2025.

### Altri partecipanti
I seguenti giocatori hanno ricevuto una wild card per il tabellone principale:
- Arthur Gea
- Adrian Mannarino
- Benoît Paire

I seguenti giocatori sono entrati in tabellone come alternate:
- Ugo Blanchet
- Matteo Martineau

I seguenti giocatori sono passati dalle qualificazioni:
- Ričardas Berankis
- Vitaliy Sachko
- Kyrian Jacquet
- Mika Brunold
- Sascha Gueymard Wayenburg
- Stefan Kozlov

| Torneo    | Torneo              | V      | F      | SF    | QF    | 2T    | 1T    | Q | Q2  | Q1  |
| Singolare | Punti               | 125    | 64     | 35    | 16    | 8     | 0     | 5 | 3   | 0   |
| Singolare | Premi in denaro (€) | 19 650 | 11 570 | 6 850 | 3 990 | 2 345 | 1 420 | – | 710 | 355 |
| Doppio    | Punti               | 125    | 64     | 35    | 16    | –     | 0     | – | –   | –   |
| Doppio    | Premi in denaro (€) | 8 420  | 4 900  | 2 940 | 1 750 | –     | 990   | – | –   | –   |

## Campioni

### Singolare
Sascha Gueymard Wayenburg ha sconfitto in finale  Pierre-Hugues Herbert con il punteggio di 6(3)–7, 6–1, 6–2.

### Doppio
Sadio Doumbia /  Fabien Reboul hanno sconfitto in finale  Romain Arneodo /  Manuel Guinard con il punteggio di 6–2, 4–6, [10–3].